# Árnyékvirág

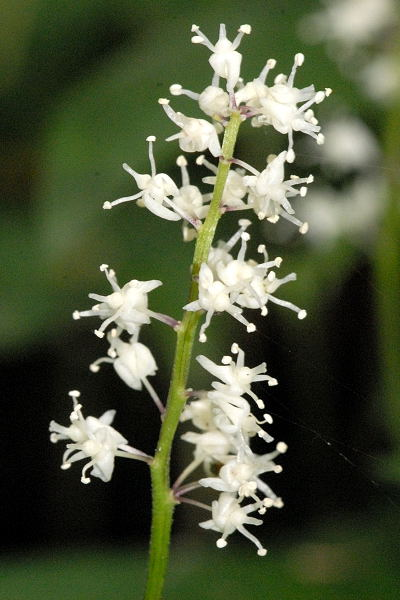
Kétlevelű árnyékvirág (Maianthemum bifolium) virága (Belgium, Ardennek)

Az árnyékvirág (Maianthemum) a spárgavirágúak (Asparagales) rendjében a spárgafélék (Asparagaceae) családjának egyik nemzetsége.

## Elterjedése, élőhelye
Az északi félgömbön, elsősorban a mérsékelt égövben él.

## Megjelenése, felépítése
Rizóma jellegű raktározó gyökere van; szárleveles.
Virága négytagú; a lepellevelek szabadon állnak. Termése bogyó.

## Életmódja, tartása
Az üde, savanyú talajú erdők növénye.